# MV Millennial Spirit
El MV Millennial Spirit (anteriormente Freyja) es un buque cisterna dedicado al transporte de productos químicos de bandera moldava que, el 25 de febrero de 2022, en el marco de la invasión rusa de Ucrania, fue atacado por la Armada rusa a veinte millas náuticas del puerto ucraniano de Yuzhne.

## Historial

### Construcción
El Millennial Spirit fue construido en los astilleros de Lauenburgo, en la entonces República Federal de Alemania, por el constructor naval J.G. Hitzler Schiffsw. und Maschinenfabrik. Se terminó de construir el 22 de junio de 1974 con su primer nombre registrado, Essberger Pilot, y su puerto de registro original fue Limassol (Chipre). En los años siguientes, el buque cambiaría de nombre varias veces, incluyendo Solvent Explorer, Tom Lima y Hordafor Pilot.

### Operaciones con Nesskip
En agosto de 2001, el petrolero fue adquirido por la empresa naviera islandesa Nesskip junto con el MV Frigg. Con el nombre de MV Freyja, fue operado por Nesskip hasta 2015, registrado en el puerto de La Valeta (Malta). Fue rebautizado así en honor a la diosa nórdica del amor, Freyja, y operó por toda Europa, parando en puertos como Immingham y Delfzijl.

### Ataque ruso
El 25 de febrero de 2022, como Millennial Spirit, el buque transportaba 600 toneladas de gasóleo y transitaba por el mar Negro. Al parecer, buques de guerra rusos bombardearon el petrolero a doce millas al sur del puerto ucraniano de Yuzhne. El barco tenía una tripulación de doce personas, en su mayoría rusas; dos resultaron heridas y las otras diez se vieron obligadas a abandonar el barco con chalecos salvavidas. Los doce tripulantes fueron rescatados por las autoridades ucranianas.
Los primeros informes indicaban que el barco tenía bandera rumana, un país que pertenece a la OTAN, lo que hizo temer un ataque a un miembro de la OTAN. Sin embargo, estos informes resultaron ser falsos y la agencia naval de Moldavia confirmó que el Millennial Spirit era moldavo.